# Stethynium ibyci
Stethynium ibyci är en stekelart som beskrevs av Girault 1938. Stethynium ibyci ingår i släktet Stethynium och familjen dvärgsteklar. Inga underarter finns listade i Catalogue of Life.